# Dactyloceras ostentator
Dactyloceras ostentator is een vlinder uit de familie herfstspinners (Brahmaeidae). De wetenschappelijke naam is voor het eerst geldig gepubliceerd in 1927 door Erich Martin Hering.
De soort komt voor in het Afrotropisch gebied.